# لورين هندرسون
لورين هندرسون (بالإنجليزية: Lauren Henderson)‏ (30 سبتمبر 1966، هامبستاد في المملكة المتحدة)؛ كاتِبة مُتخصِّصة في أدب الأطفال، صحفية وروائية بريطانية.